# Парісселья
Парісселья (ест. Parisselja) — село в Естонії, у волості Торі, повіту Пярнумаа. Розміщується на річці Ельбу.

## Населення
Відповідно до перепису населення 2011 року, чисельність населення становила 29 осіб.
За переписом населення 2021 року в селі проживало 38 осіб.